# Cristóbal de Acevedo
Cristóbal de Acevedo (o Acedevo o Acebedo) (Murcia, circa 1540 – ...) è stato un pittore spagnolo.

## Biografia
Autore di scene storiche e religiose di notevole qualità, gli furono commissionati lavori in numerosi conventi e chiese di Madrid. Verso il 1585 fu collaboratore di Bartolomeo Carducci, pittore italiano attivo in Spagna. È ricordato per la sua Apparizione della Vergine a San Fulgenzio nella cappella del Seminario Mayor de San Fulgencio di Murcia. Morì probabilmente verso la fine del secolo.